# Obusier de 155 mm modèle 1950
L'obusier de 155 mm Modèle 50 aussi appelé OB-155-50 BF est un obusier français de 155 mm et de 23 calibres. Il s'agit de la première pièce d'artillerie de conception française depuis la Seconde Guerre mondiale , mise en service en 1952. Il est remplacé en France par le canon tracté TRF1 mais reste en service dans la réserve française jusqu'à la fin des années 1990 ainsi que dans d'autres armées .

## Historique

### Conception
Les études pour un obusier tracté de 155 mm français sont lancées dès mars 1945 pour remplacer les obusiers M1 américains. L'objectif est d'avoir une portée accrue de 17,7 km au lieu des 15 km du M1 américain. Le développement est assuré par l'Arsenal de Bourges sur une période relativement courte, l'obusier étant adopté en 1950.
En 1950, un projet d'automoteur est mené par Lorraine-Dietrich sur la base du canon d'assaut Lorraine et du Modèle BF-50 sous le nom de "Lorraine automoteur 155 mm". Cependant, si deux prototypes sont construits, le développement est arrêté en même temps que l'abandon du projet de canon d'assaut devant servir de châssis.
L'idée est reprise par les Israéliens qui installent l'obusier Modèle BF-50 sur des châssis de chars M4 Sherman modifiés pour devenir des automoteurs M-50.

### Production
La production en série est assurée par l'Arsenal de Tarbes qui produisent au total 980 obusiers à partir de 1952. Cent exemplaires sont également produits sous licence par Bofors en Suède entre 1955 et 1958.
Une modification de l'appareil de mise à feu Forgeat doit être faite en raison de ratés de mise à feu et d'un risque de mise à feu sans que la culasse ne soit verrouillée.

## Caractéristiques

### Canon
L'Obusier Modèle BF-50 est une pièce d'artillerie de 155 mm de 23 calibres et d'une longueur de 3,473 mètres mise en service par onze hommes. Le canon est monté sur un affût biflèche à flèches ouvrantes et est surmonté d'un grand frein de bouche à ouïes (portant la longueur du tube à 4,41 mètres). Sa mise en batterie demande au minimum une "manœuvre de force" d'une demi-heure faite par les servants.
La cadence de tir normale du Modèle BF-50 est de trois coups par minute, mais passe à deux coups par minute en tir continu et à quatre coup par minute au maximum. Le champ de tir est de 34° (600 mil) à gauche et de 41° (730 mil) à droite avec une hausse de -4° (-70 mil) à 69° (1228 mil).

### Véhicule tracteur
L'Obusier Modèle BF-50 est tracté par un camion 6x6 de classe 5t, un Berliet GBU-15 dans l'armée française, en raison de son poids de 8,5 tonnes en position de route. Le camion transporte aussi les munitions et les onze servants.

### Munitions et portées
L'Obusier Modèle BF-50 peut tirer les obus suivants:
- Obus explosif Mle 56 d'une portée de 17,7 km. Il s'agit de la munition standard du BF-50[2].
- Obus M107 d'une portée de 14,8 km[6]
- Obus à culot creux d'une portée de 20 km[2]

## Utilisateurs

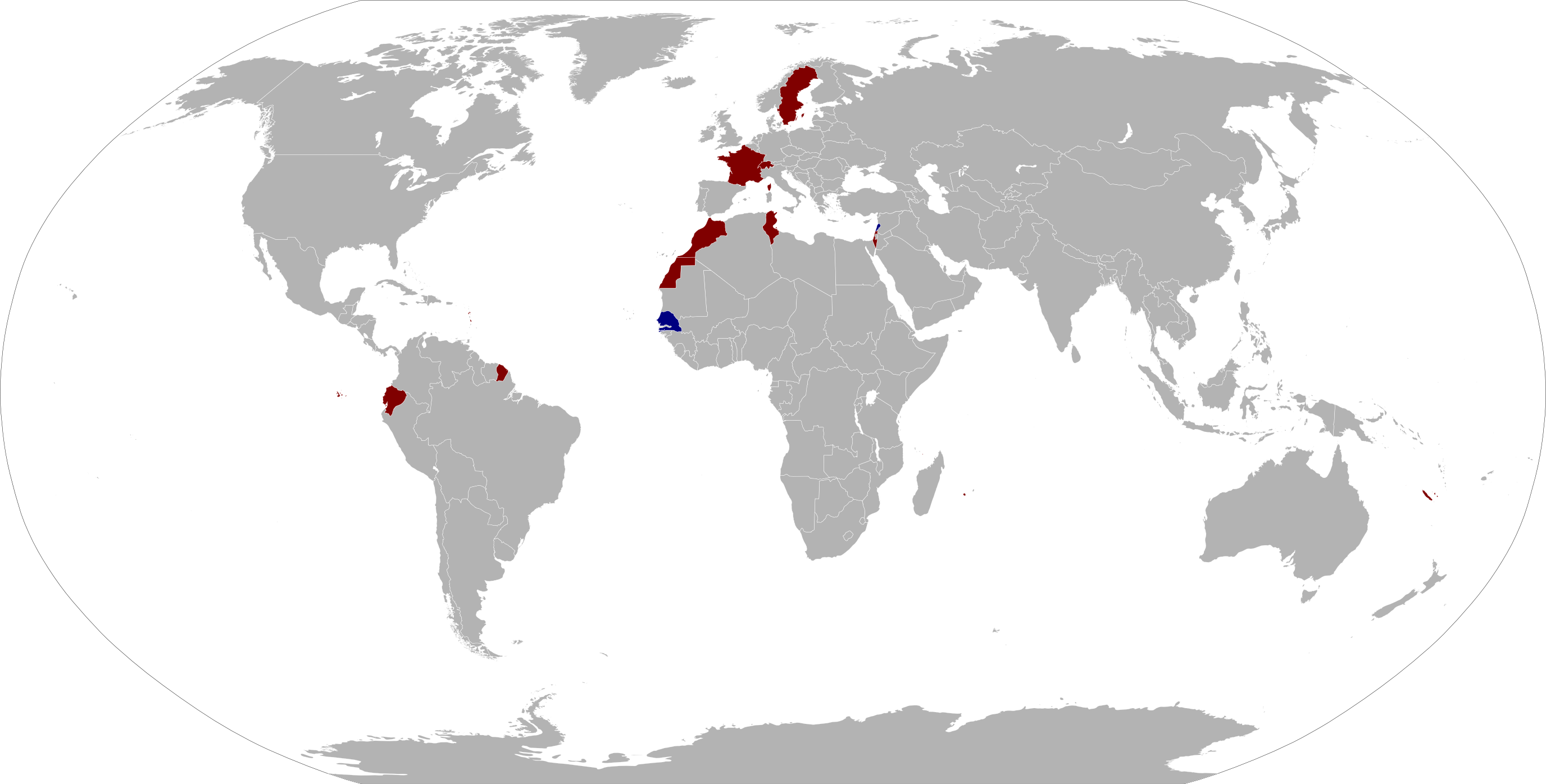
Utilisateurs de l'Obusier Modèle BF-50
Actuels pays utilisateurs
Anciens pays utilisateurs

### Utilisateurs actuels
Liban
Forces armées libanaises : 20 obusiers Modèle BF-50 sont livrés en 1965 et tractés par des M5A1 Tractor. En 2008, 15 BF-50 sont toujours en service et équipent les 1er et 2e régiments d'artillerie libanais.
 Sénégal
Armée de terre sénégalaise : 6 obusiers Modèle BF-50 de seconde main sont livrés en 1983 par la France .

### Anciens utilisateurs
Équateur
Forces armées équatoriennes : quelques obusiers Modèle BF-50 ont été observés en service en Equateur, sans que leur origine ne soit connue. 
 France
Armée de terre : l'obusiers Modèle BF-50, tractés par des camions Berliet GBU-15, est le canon standard de l'artillerie française entre 1950 et 1980. Cinq régiments d'active et sept régiments de réserve sont équipés d'une vingtaine d'obusier Modèle BF-50. Les unités d'artillerie de réserve en sont équipé jusqu'à la fin des années 1990 tandis qu'il est progressivement remplacé à partir de 1989 par le nouveau canon TRF1 dans les unités d'active. 
| Régiment (Unités d'active en gras)    |
| ------------------------------------- |
| 2e Régiment d'Artillerie de Marine    |
| 11e Régiment d'Artillerie de Marine   |
| 13e Régiment d'Artillerie             |
| 20e Régiment d'Artillerie             |
| 22e Régiment d'Artillerie de Marine   |
| 25e Régiment d'Artillerie             |
| 33e Régiment d'Artillerie             |
| 41e Régiment d'Artillerie de Marine   |
| 43e Régiment d'Artillerie de Marine   |
| 47e Régiment d'Artillerie             |
| 68e Régiment d'Artillerie             |
| 93e Régiment d'Artillerie de Montagne |

 Israël
Forces terrestres israéliennes : 170 obusiers Modèle BF-50 sont livrés entre 1959 et 1964 selon le SIPRI, dont 120 destinés à être installés sur des châssis de chars M4 Sherman à partir de 1965 pour devenir des automoteurs M-50. Selon d'autres sources, les 34 premiers BF-50 furent livrés dès 1956. La fin des années 1980 et le début des années 1990 voient le retrait du service des obusiers de 155 mm et des automoteurs vieillissants basés sur le Sherman, dont le Modèle BF-50.
 Liban
Organisation de Libération de la Palestine : quelques Modèle BF-50 sont capturés par Tsahal au cours de l'invasion israélienne du Liban de 1982. Il devait s'agir d'exemplaires capturés pendant la guerre civile libanaise.
Armée du Liban sud :  quelques obusiers Modèle BF-50 en service. Cinq obusiers de seconde main sont livrés en 1987 par Israël en tant qu'aide militaire selon le SIPRI.
Forces libanaises :  quelques obusiers Modèle BF-50 en service.
 Maroc
Armée royale : 18 obusiers Modèle BF-50 de seconde main auraient été livrés par la France en 1997 selon l'ONU.
 Suède
Armée de terre suédoise : 170 obusiers Modèle BF-50 sont livrés entre 1956 et 1959 sous le nom de 15,5 cm Haubits F dont cent produits sous licence. Une autre source évoque 195 exemplaires. Il s'agit du premier canon de calibre 155 mm suédois, remplacé aux cours des années 1990 par le FH-77B.
 Suisse
Armée suisse : 20 obusiers Modèle BF-50 sont livrés en 1959 et 1960.
 Tunisie
Armée de terre tunisienne : 30 obusiers Modèle BF-50 sont livrés en 1960, ils sont remplacés par des M198 américains au début des années 1990.

## Engagements

### Guerre d'Algérie
Lors de la guerre d'Algérie, l'armée française déploie un parc d'artillerie hétérogène, dont des Modèle BF-50 à la fin de la guerre.

### Guerre des Six Jours
Lors de la guerre des Six Jours, Tsahal déploie une soixantaine d'obusier Modèle BF-50 en versions aussi bien automotrice que tractée.

### Guerre du Kippour
Lors de la guerre du Kippour, l'obusier Modèle BF-50 sert du côté israélien avec 120 automoteurs M-50 et environ 24 obusiers modèle 50 tractés, formant dix bataillons d'automoteurs et deux bataillons d'obusiers tractés. D'autres sources donnent neuf bataillons d'automoteurs et trois bataillons d'obusier tractés.
La péninsule du Sinaï voit l'engagement de la majorité des Modèle BF-50 au sein des divisions Shfifon et Reshef ayant chacune deux bataillons d'automoteurs et un d'obusiers tractés. L'école d'artillerie BAAD-9 fut aussi engagée avec deux bataillons d'automoteurs. Certains furent capturés par les égyptiens.

### Guerre du Liban
Lors de la guerre du Liban, l'obusier Modèle BF-50 est mis en service au sein de l'armée libanaise et de diverses milices,.

## Galerie
|                                                                     |
| Obusier de 155 mm Modèle 50 français du 6e RAMa à Djibouti en 1979. |

|                                                        |
| Obusier autopropulsé M-50 de 155 mm de Tsahal en 1965. |

| |
| Un M-50 en 1968 au niveau du canal de Suez durant la Guerre d'usure dans le conflit israélo-arabe, notons les douilles d'obus de 155 mm au sol. |

|                                                                             |
| Un 15,5 cm haubits F suédois tracté par un camion Scania entre 1978 et 1982 |